# Aéronef à aile basculante

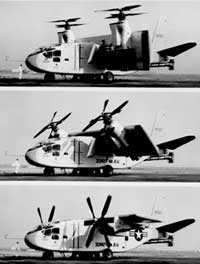
Séquence de basculement de l'aile d'un Hiller X-18.

Un aéronef à aile basculante (en anglais : « tiltwing ») est un aéronef équipé d'une aile en position horizontale pour le vol horizontal conventionnel qui pivote vers une position verticale pour les phases de décollage et d'atterrissage verticaux. Il est assez similaire à l'aéronef à rotors basculants, pour lequel seules les nacelles moteurs peuvent pivoter. Les appareils à aile basculante sont typiquement pleinement capables de réaliser des opérations de type ADAV.

## Caractéristiques
Le concept d'aile basculante offre certains avantages en vol vertical par rapport à un système à rotors basculants. Comme la colonne d'air en mouvement provenant des hélices ne rencontre l'aile que sur sa dimension la plus étroite, un appareil à aile basculante peut appliquer une plus grande partie de sa puissance moteur pour soulever l'appareil. En comparaison, le V-22 Osprey, avec ses rotors basculants, perd environ 10 % de sa poussée en raison de l'interférence produite par ses ailes.
Un autre avantage est la facilité de transition entre les modes de vol vertical et horizontal. Un appareil à rotors basculants doit voler en avant comme un hélicoptère, afin de créer une vitesse air jusqu'à créer une portance suffisante pour permettre aux nacelles de commencer leur rotation. Par exemple, la vitesse de décrochage du MV-22 Osprey en mode horizontal est de 110 nœuds (204 km/h). À l'opposé, un appareil à aile basculante peut entamer la transition entre les modes hélicoptère et avion directement à partir d'une vitesse nulle. Pour cette raison, le Canadair CL-84 Dynavert pouvait effectuer un décollage vertical puis atteindre une vitesse de 100 nœuds (185 km/h) en seulement 8 secondes. Toutefois, l'aile fixe d'un appareil à rotors basculants offre un angle d'attaque plus important — donc plus de portance et une course de décollage plus courte — pendant les opérations de type ADAC.
Les principaux inconvénients d'un aéronef à aile basculante sont toutefois sa sensibilité aux rafales de vent en mode vertical et une efficacité plus faible en vol stationnaire. L'aile, en position verticale, présente une surface exposée aux vents traversiers assez importante. En raison d'une charge alaire différente, les appareils à rotors basculants ont généralement une meilleure efficacité en vol stationnaire, même si elle est évidemment moins bonne que celle d'un véritable hélicoptère.
En 2014, la NASA testait un aéronef à aile basculante hybride diesel-électrique de 3 m et équipé de dix moteurs, désigné GL-10 Greased Lightning (en), dont la plupart des hélices se rétractent lors du vol horizontal.

## Liste d'aéronefs à rotors basculants
Concepts tiltwing dotés de propulsion par moteurs-fusées, turboréacteurs ou moteurs à hélice :
- / Airbus A³ Vahana (2018)
- Canadair CL-84 Dynavert (1965)
- Hiller X-18 (1959)
- Kaman K-16B (en) (1959)
- LTV XC-142 (1964)
- GL-10 Greased Lightning (en) (2014)
- Vertol VZ-2 (1957)
- Weserflug P.1003 (en) (1938)